# نادي الأمهات العازبات (فلم)
نادي الأمهات العازبات، (بالإنجليزية: The Single Moms Club)، فيلم هوليوودي درامي كوميدي من إصدار عام 2014، ومن كِتابة وإخراج وإنتاج تايلر بيري.

## قصة الفيلم
يتحدث الفيلم عن 5 أمهات عازبات وحيدات يتعرفن على بعضهن بعد وقوع حادث في مدرسة أطفالهن ويقررن بعد ذلك إنشاء مجموعة دعم ونادي خاص بهن لِدعم ومساعدة بعضهن البعض ومناقشة مشاكلهن وكيف إمكانية جعل حياتهن أفضل، وذلك برغم اختلاف شخصياتهن وطبقتهن إلا أن الأُمومة تجمعهن تحت إطار الصداقة ويُنَاقش الفيلم طوال ساعة و 51 دقيقة مشاكل الأمهات العازبات بطريقة كوميدية.

## البطولة
بطولة الفيلم مُشتركة بين عدة نجوم هُم:
- ويندي ماكليندون كوفي.

- نيا لونغ بدور ماي ميلر
- إيمي سمارت بدور هيلاري
- مارلين فورتيه.
- تيري كروز [4] بدور برانسون
- زولاي هيناو. [4]
- ويليام ليفي [4] بدور ماني.
- رايان أيجولد بدور بيتر.
- تايلر بيري بدور تي كي.
- إدي سيبريان بدور سانتوس

## التصوير
بدأ تصوير الفيلم في 26 نوفمبر، 2012 في ولاية جورجيا.

## وصلات خارجية
- مقالات تستعمل روابط فنية بلا صلة مع ويكي بيانات
- صفحة فيلم نادي الأمهات العازبات  على قاعدة بيانات الأفلام على الانترنت.